# ポケモン立体図鑑BW
『ポケモン立体図鑑BW』（ポケモンりったいずかんビーダブリュー）は、ポケモンより2011年6月17日配信開始のニンテンドー3DS用ゲームソフト。無料で配信されていたが、日本では後継版の『ポケモン全国図鑑Pro』の配信開始のため、配信開始から1年後の2012年6月17日に配信を終了した。

## 概要
ポケットモンスターシリーズでは初めてのニンテンドー3DS用ソフト。タイトルの通り3Dのポケモンの図鑑となっており『ポケットモンスター ブラック・ホワイト』のイッシュ地方に登場するポケモンの3Dモデル及び能力・覚える技などの情報が閲覧できる。
現在はソフト・ポケモン情報の配信は共に終了しており、後継作として全てのポケモンの情報が閲覧可能なポケモン全国図鑑Proが配信されている。

## 図鑑機能
ポケモンの情報を『見る、調べる』だけではなく、『集める』という遊び方もの一つとなっている。基本的にはいつの間に通信（約1日で最大3種類）で集めるが（2012年末で終了）、本体を2台使ってのワイヤレス通信によるデータのコピーでも集めることが出来る。図鑑に登場するポケモンは、ダウンロードした直後は16種類だが、図鑑を完成させるとビクティニ（イッシュ図鑑No.000）からキュレム（No.152）までの153種類となる。
また、ARファインダーでARマーカーをとらえると画面上にポケモンが立体的に出現し撮影が可能。
本作に記載されているポケモンの情報は以下のとおり。閲覧できるものは全て『ブラック・ホワイト』当時の情報であり、続編『ブラック2・ホワイト2』以降で追加された情報については対応していない。
- ポケモンの3Dモデル
- 名前、分類、タイプ
- イッシュ図鑑番号
- 性別
- HP、攻撃、防御、特攻、特防、素早さの7段階評価
- 高さ、重さ
- ブラック・ホワイトのポケモンずかん説明文
- タマゴグループ
- 特性
- 進化の流れ
- 覚えられる技及びその詳細（わざマシン、タマゴ技、教え技含む）

## 入手方法が特殊なポケモン
伝説・幻のポケモン
雑誌などに掲載されたポケモンARマーカーをARファインダーで取り込むと追加される。
データのコピーでのみ入手可能なポケモン
ヤナップ、バオップ、ヒヤップ（および進化系のヤナッキー、バオッキー、ヒヤッキー）は、いつの間に通信では1系統のみ入手可能。
ケンホロウ、プルリル、ブルンゲルは、いつの間に通信ではオス、又はメスのどちらか片方しか入手出来ない。
シキジカ、メブキジカは、いつの間に通信では一つの季節のものしか入手出来ない。
予め条件を満たしておくと入手可能なポケモン
ゾロア、ゾロアークは、いつの間に通信ではARファインダーでARマーカーを読み込まないと入手出来ない。
これらの理由によりいつの間に通信では受信不可だったポケモンは、2012年6月1日の更新でいつの間に通信でも受信可能となり、通信が必須であった図鑑完成を通信をせずとも出来るようになった。